# ميشا بارتون
ميشا آن مارسدن بارتون (بالإنجليزية: Mischa Barton) ولدت في (24 يونيو 1986 -) هي عارضة الأزياء إنجليزية أمريكية وممتلة سينيمائية وممتلة تلفزيونية وممثلة المسرح ولها أفضل دور معروف وهو ماريسا كوبر في المسلسل التليفزيوني الأمريكي (The O. C.).

## السيرة الذاتية

### حياتها المبكرة
ولدت ميشا بارتون في هامرسميث التي تقع في غرب لندن، مع أم الأيرلندية التي تعمل مصورة فوتوغرافية وأب إنجليزي يعمل وسيط عملات اجنبية.
ميشا تملك أختان الصغيرة اسمها هانيا والكبرى اسمها زو وتعمل محامية في لندن. والد ميشا عمل على نقل عائلته إلى نيويورك بعد عيد مولد ميشا العشرين
لقد أصبحت ميشا مواطنة متجنسة في الولايات المتحدة في سنة 2006.
بالإبقاء على مواطنتها البريطانية، ميشا مشيرة إلى جذورها في الدولة البريطانية قالت: «في كثير من الأوقات اشعر بالراحة في بريطانيا» ومؤكدة ذلك حتى الآن حيث قالت: «انا احب ان يفهم الناس اني البنت الإنجليزية - الأيرلندية التي نمت في نيو يورك».
ميشا تخرجت من مدرسة الأطفال المتخصصين في مانهاتان سنة 2004، واخذت دورة صيفية اسمها تمثيل شكسبير في الاكادمية الملكية للفنون المسرحية في لندن وكانت الدورة في شهري 6 و 7 من سنة 2006.

## مسيرتها الفنية
ميشا بدأت التمثيل وهي في الثامنة من عمرها مثل ما قالت في (مشروع ليلة الجمعة) وشاركت في البطولة في إخراج الجارية من الطريق السريع الذي كتبه توني كوشنير لقد عملت فلمها الأول وهو (في حديقة الكلاب) الذي أخذ جوائز في مهرجانات الأفلام حول العالم. ومنذ ذلك الحين، لقد ظهرت في عدة أفلام مثل: الحاسة السادسة ونوتينج هيل وشارع تربنيانس وإغلاق الحلقة. في فيلم شارع ترينينس ظهرت رأس فتاة سابق في تلك المدرسة توجه وتقول للطلاب الكبار عن الموضة
كان أول ظهور لميشا في التلفاز في سنة 1996، كفتاة صغيرة في (اوبيرا الصابون لكل اولادي) وفي الإعادة الحديثة (بوني وكلايد)وبدأ نجمها يختفي في الحلقة الثامنة من المسلسل التلفزيوني (مرة واحدة ومرة اخرى). ومظاهر تلفزيونية أخرى تضم حلقة من الثعلب سلسلة فاستلين، ومع كليب جيمس بلانت (وداعا حبيبتي)، وكليب إنريكي ايغيليسيا (مدمن).
في شهر 8 من عام2003، عرضت شركة الثعلب المسلسل التلفزيوني (The O.C) والذي يصور حياة خيالية من مجموعة من المراهقين وعائلاتهم ويعيشون في كاليفورنيا وأصبح هذا العرض ذو شعبية كبيرة بسبب الدعم الجماهيري الكبير له وادى إلى ازدياد شهرة بارتون من خلال دورها (ميريسا كوبر). ميشا
تركت المسلسل في الجزء الثالث له في شهر 5 من سنة 2006. مسلسل (the O.C.) انخفض في التقييمات بشكل كبير في موسميه الثالث والرابع وانتهى
مبكرا في عام 2007.
في شهر 7 من عام 2006، ظهرت ميشا في تشكيلة العرض البريطاني الكوميدي (انجاز ليلة الجمعة) وظهرت كمضيفة منزل. في سنة 2007، في فيلم (The Oh in Ohio)ومجددافي فيلم (اغلاق الحلقة). وظهرت أيضا في الفيلم الكوميدي (الارض العذراء) مع هايدن كريستنسن. مؤخرا في سنة 2007، ميشا شاركت في إنتاج الفيلم العالمي مع الفرقة الروسية (تاتو)والذي يدعى (أنت وانا).
في عام 2008، ظهرت ميشا في العرض الشعبي (اصلاحات غوك في الموضة) على القناة الرابعة، في هذا العرض يذهب غوك مع ميشا إلى رحلة خاصة للتسوق في باريس. وظهرت في فيلم (اغتيال عميد المدرسة الثانوية)، من بطولة بروس ويليس عندما عرض في مهرجان رقص الشمس السينامائي 2008. وكان مقررا ادراج الفيلم في فبراير 2009 ولكن هذا ألغي بسبب افلاس المنتج (ياري) الفيلم تلقى عرض تلفزيوني من روسيا في 14 - 5 من عام 2009 وشركة سوني سوف تبعث الفيلم إلى أمريكا عبر الديفيدي في 6 أكتوبر من عام 2009.
وأيضا لمع نجم ميشا في فيلم الرعب (مسور)الذي بعث مباشرة إلى الديفيدي في شهر 3 من عام 2009.انجازها التالي في عالم أفلام الرعب هو (عائد للوطن) ولاقى القليل من الإعجاب في شهر 7 من عام 2009.
وأيضا لمع نجم ميشا في فيلم (لا تتلاشى) الذي هو متوقع ان ينتشر في 2010. هي بدأت التصوير بفيلم (أنت وانا) من إخراج رولاند جوفيه وعرض الفيلم في مهرجان كان السينمائي في شهر 5 من سنة 2008 مع انه كان متوقعا ان ينشر.
في وقت مبكر من عام 2009 سطع نجم ميشا مع نجم مارتن شين في فيلم (بلوبال: صلاة من أجل المطر) فيلم يتحدث عن مأساة بوبال بالغاز ولا يزال الفيلم في مرحلة ما بعد الإنتاج ومتوقع ان يظهر في سنة 2010 ولقد مثلت ميشا في فيلم (العلم من البرد).
لقد اشتهرت ميشا كواحدة من الشخصيات الأساسية في المسلسل الأمريكي (الحياة الجميلة) على شبكة (السي دابليو)التلفزيونية. لقد ألغي المسلسل بعد ذلك في 25 من شهر 9 من سنة 2009 بعد عرض حلقتين على التلفاز فقط. في 29 من شهر 12 أصبحت شركة التكنولوجيا (اتش دي) الراعية للعروض وبدأت ببث 5 حلقات من العروض على اليوتيوب.
لقد دخلت نجما على حلقة مسلسل (القانون والنظام : وحدة الجرائم الخاصة)التي بثت يوم 3 من الشهر 3 من سنة 2010.
في شهر 7 من سنة 2010 هي تمثل فيلم الرعب والاثارة (في داخل الظلام) الذي هو مقرر ان يصدر في سنة 2011.

## حياتها الشخصية

### علاقاتها
ميشا لديها عدة اصدقاء من الذكور ومنهم: كيسكو ادلر، تايلور لوك، جيمي دورنان، بريت سيمون، براندون ديفيس. في شهر 12 من سنة 2008، لقد ابلغوا انها كانت تكتب لنجم فرقة المجنانين (لوك بيتشارد). التقارير أثبتت انها على علاقة مع بيتشارد وميشا لم تفصح عن ذلك الا بعد انفصالهما وكتبت ميشا على موقع الإنترنت خاصتها: «انا اظن ان لوك فتى عظيم، لقد اصبنا بدهشة كبيرة من اصدقائه المشتركين في إنجلترا وانا لست نادمة على الوقت الذي قضيناه معا، نحن فقط لا يمكننا ان نواصل معا».

### أعمالها الخيرية
ميشا حاليا هي المتحدث باسم منظمة (المناخ النجمي)، وهي منظمة تحارب (الاحتباس الحراري) عن طريق نشاطات اجتماعية وتشريعية
بارتون عملت لصالح شركة (كيو في سي) لجمع الأموال ووضعها على أبحاث السرطان بالنسبة للنساء.
في عام 2006، أصبحت ميشا المتحدث الرسمي لحملة (أس ايه أف إي) وهي اختصار ل (ادراك الجلد للجميع) وأيضا شاركت باسمها في حملة (تي ار ايه آي دي) والتي هي اختصار إلى (إعادة تدوير الانسجة للمعونة والتنمية العالمية) بالتعاون مع (فيزا سواب)، ميشا هي سفيرة لحملة (حافظوا على الأولاد) وحملة (ماء واحد) التي تجلب المياه إلى الأماكن المنعزلة في أفريقيا.

### مشاكلها القانونية
ميشا كانت معتقلة بسبب الاشتباه في انها تقود وهي ثملة أي تحت تأثير الكحول، وأيضا حيازة نوع من المخدرات والقيادة بدون رخصة سارية المفعول في شهر 12 من سنة 2007
لقد اوقفها الشرطة في خلال ساعات الصباح في غرب هوليوود التي تقع في كاليفورنيا، واكتشفت الشرطة بارتون في توقف حركة المرور انها ليس معها رخصة قيادة وتقود وهي تحت تأثير الكحول ولقد اعتقلت حينها وخرجت من الاعتقال في نفس الصباح من (غرب هوليوود) وخرجت بكفالة 10000 دولار. في 11 من شهر 1 من سنة 2008
ميشا دعيت إلى برنامج الراديو (على الهواء مع ريان سيكريست) وحملت المسؤولية الكاملة عن تصرفاتها:
وقالت: «كنت قد سحبت أكثر.. ذلك بالضبط، من الواضح أنني مسئولة 100 % عن كل أفعالي في هذه الحالة وحقيقة أشعر بخيبة أمل في نفسي، لا أدري ماذا أقول عن هذا، أنا لست مثالية ولا أنوي فعل هذا الغباء مرة أخرى» ميشا اتهمت بجريمتين بعد ذلك الأولى: القيادة تحت تأثير الكحول
والثانية القيادة بدون رخصة فعالة. في 21 من شهر 1 من سنة 2010 ميشا رفضت الدفع لمالك شقتها في نيويورك 3 أشهر عن كل شهر 7000 دولار لايجار شقتها.

## أعمالها

### الأعمال التلفازية
سنة 1995 :
جميع أطفالي
سنة 1996 :
عبور نيويورك
من سنة 1996 إلى 1997
كابلام!
سنة 2000 :
فرانكي وهازل
من سنة 2001 إلى سنة 2002:
مرة واحدة ومرة أخرى
سنة 2002:
حلقة من الضوء اللا منتهي
سنة 2003 :
الممر الضيق السريع
من سنة 2003 إلى سنة 2006 :
The O.C.
سنة 2009 :
الحياة الجميلة
سنة 2010 :
لقانون والنظام: وحدة الجرائم الخاصة

### فيديوهات الاغاني
سنة 2003:
مدمن
سنة 2005 :
وداعا حبيبي

### أعمالها المسرحية
سنة 1995 :
1- السلافيون
2- 12 حلم
سنة 1996 :
أين تكمن الحقيقة
سنة 1997 :
الغيار الواحد المغبر

### أفلامها
سنة 1995:
ماء شلل الأطفال
سنة 1997:
في حديقة الكلاب
سنة 1999:
1- الجراء
2- تلة نوتنج
3- الإحساس السابع
سنة 2000:
1- المذعور
2- الاجزاء المتخطى عنها
3- فرانكي وهازل
سنة 2001:
1- ضياع ومحتاج
2- لاذع
سنة 2002:
أوكتان
سنة 2005:
جولي جونسون
سنة 2006 :
The Oh in Ohio
سنة 2007 :
1- إغلاق الحلقة
2- عذراء الإقليم
سنة 2009:
1- مسور
2- عائد للوطن
3- شارع ترينيانز
4- اغتيال رئيس المدرسة العليا
سنة 2010:
1- علم من البرد
2- أنا وأنت
3- بلوبال: صلاة من أجل المطر
4- لا تتلاشى
سنة 2011:
1- داخل الظلام
2- تتبع الذاكرة

## الجوائز التي فازت بها والتي رشحت إليها

### الجوائز التي فازت بها
سنة 2004:
فازت بجائزة انطلاق أفضل نجمة تلفاز لقيامها بدور ماريسا كوبر في المسلسل الأمريكي (the O.C.) في مهرجان اختيار جائزة المراهق.
سنة 2006:
أفضل ممثلة لقاء دورها في مسلسل (the O.C.) الأمريكي في مهرجان اختيار جائزة المراهق.

### الجوائز التي رشحت إليها
سنة 2004:
اختيار أفضل ممثلة دراما واكشن ومغامرة في مهرجان اختيار جائزة المراهق لقاء دورها في مسلسل (the O.C.) الأمريكي.
سنة 2005:
1- اختيار ممثلة التلفاز للدراما في مهرجان اختيار جائزة المراهق لقاء دورها في مسلسل (the O.C.) الأمريكي.
2- اختيار كيمياء التلفاز في مهرجان اختيار جائزة المراهق لقاء دورها في مسلسل (the O.C.) الأمريكي.
سنة 2007:
جائزة الأداء في حلقات الدراما في مهرجان جوائز بيرسيم لقاء دورها في مسلسل (the O.C.) الأمريكي.

## روابط خارجية
- ميشا بارتون على موقع IMDb (الإنجليزية)
- ميشا بارتون على موقع ميتاكريتيك (الإنجليزية)
- ميشا بارتون على موقع روتن توميتوز (الإنجليزية)
- ميشا بارتون على موقع ألو سيني (الفرنسية)
- ميشا بارتون على موقع ميوزك برينز (الإنجليزية)
- ميشا بارتون على موقع تيرنر كلاسيك موفيز (الإنجليزية)
- ميشا بارتون على موقع أول موفي (الإنجليزية)
- ميشا بارتون على موقع قاعدة بيانات الأفلام السويدية (السويدية)
- ميشا بارتون على موقع إن إن دي بي (الإنجليزية)
- ميشا بارتون على موقع قاعدة بيانات الفيلم (الإنجليزية)